# الأدب المفرد
الأدب المفرد هو كتاب من تأليف البخاري ويتناول الكتاب الآداب الإسلامية المفردة الواردة في السنة النبوية. وضمن الكتاب بعض أقوال الصحابة والتابعين. وقد ذكر ابن حجر «يشتمل على أحاديث زائدة على ما في الصحيح وفيه قليل من الآثار الموقوفة، وهو كثير الفائدة»، ويتضمن الكتاب 1322 حديثاً موزعة على 644 باباً، وأحاديث الكتاب يغلب عليها الصحة، وسبب عدم كونها كلها صحيحة أن البخاري لا يلتزم في هذا الكتاب شروطه في كتاب الصحيح لأن الأحاديث أحاديث فيه آداب وليس أحكام.

## نسبة الكتاب وتسميته
إن البخاري قد ضمن صحيحه كتابا للأدب وهو الكتاب الثامن والسبعون من صحيحه، لكنه لم يكتف بذلك حتى أفرد للأدب كتابا مستقلا سماه : "جزء في الأدب"، وسمي الكتاب متأخرا بالأدب المفرد، وعلى الأرجح استعملت هذه التسمية لتمييز الكتاب المستقل عن الكتاب المضمن في الصحيح. وكتاب الأدب المفرد فريد في نوعه، يجمع الآداب الإسلامية، وهو موسوعة إسلامية في الآداب، فيه الآداب الشرعية الواردة في السنة النبوية. وقد جمع فيه ما يحتاجه المسلم من العقائد وأصول الدين والعلم وحقوق الناس ودلائل النبوة والزهد والرقائق

## أعمال تتصل بالكتاب
لقي كتاب الأدب المفرد اهتمام كثيرين ومن ذلك التحقيقات والشروح والزوائد والدراسات المتصلة بالكتاب.

### تحقيقات المتن
للكتاب أكثر من تحقيق.
- محب الدين الخطيب خرج أحاديثه ووضع فهارسه.
- محمد فؤاد عبد الباقي (له عدة طبعات)
- سمير بن أمين الزهيري (مكتبة المعارف، الرياض: 1998)، حقق المتن على نسختين: نسخة عارف حكمت برقم (3540)، تاريخ النسخ 1142 هـ ونسخة مكتبة خدا بخش، وهي نسخة عليها تصحيحات كثيرة.
- حبيب محمد طه، (دار الكتب الثقافية)
- أحمد عبد الرازق البكري (دار السلام، القاهرة)
- فلاح عبد الرحمن عبد الله (مطبعة الحوادث، العراق)
- محمد عبد القادر عطا (دار الكتب العلمية، بيروت)
- علي عبد الباسط مزيد وعلي عبد المقصود رضوان (مكتبة الخانجي، القاهرة) وقوبلت على خمس نسخ خطية
- ناصر الدين الألباني (دار الصديق) وقوبلت على ثلاث نسخ خطية
- محمد هشام البرهاني (وزارة العدل، أبو ظبي)
- صالح بن أحمد الشامي (دار القلم، دمشق)
- خالد بن عبد الرحمن العك (دار المعرفة)

### شروح الكتاب
للأدب المفرد ثلاثة شروح:
- فضل الله الصمد في توضيح الأدب المفرد للشيخ فضل الله الجيلاني، أستاذ في الجامعة العثمانية بحيدر آباد (المطبعة السلفية مصورا عن طبعة القاهرة 1378) والكتاب منشور على الشبكة.

يتميز الشرح بتعليقات مفيدة في السند والمتن، ولكنه المصنف ترك كثيرا من الأحاديث دون شرح.
- رش البرد شرح الأدب المفرد، للدكتور محمد لقمان السلفي، رئيس جامعة ابن تيمية بمدينة السلام (الهند)، (طبعة دار الداعي الرياض، ومركز العلامة عبد العزيز بن باز للدراسات الإسلامية مدينة السلام: الطبعة الثالثة 1428.

شرح الدكتور جميع المتن ولكن شرح أشبه بالحاشية، فهو شرح مفردات المتن ودون بعض الفوائد العامة للأحاديث، ولكنه لم يتطرق إلى الأسانيد وعلاقة الأحاديث بالأبواب، وهذا الأخير مبحث مهم جدا في كتب البخاري، وفي هذا الشرح أخطاء كثيرة في المتن.
- شرح صحيح الأدب المفرد للشيخ حسين بن عودة العوايشة، (3 مجلدات)

والشرح به أخطاء في تحقيق نص المتن، وهو مطول وبه فوائد، يكثر الشارح من النقول. وعيبه منهجه في اختيار صحيح الأدب المفرد، فبذلك قد ترك جزءا من الكتاب وخالف منهج الإمام البخاري في وضع الكتاب.

## مؤلفات أخرى
- كتاب زوائد الأدب المفرد على الكتب الستة للحافظ ابن حجر وذكر ذلك السخاوي في [5]
- رسالة ماجستير؛ زوائد كتاب الأدب المفرد على الكتب الستة، صالح إسماعيل، جامعة أم القرى.
- صحيح الأدب المفرد، الألباني عدد الأحاديث: 993
- ضعيف الأدب المفرد، الألباني عدد الأحاديث: 217

## وصلات خارجية
تحميل كتاب الأدب المفرد